# قیاپا
قیاپا (خمین)، روستایی از توابع بخش مرکزی شهرستان خمین در استان مرکزی ایران است.

## جمعیت
این روستا در دهستان رستاق قرار دارد و براساس سرشماری مرکز آمار ایران در سال ۱۳۸۵، جمعیت آن ۵۳ نفر (۱۶خانوار) بوده‌است.

## مردم شناسی
مردم روستای قیاپا لر زبان و از ایل بختیاری هستند.